# بانک کپیتک
بانک کپیتک (انگلیسی: Capitec Bank) شرکت خدمات مالی و بانکداری در آفریقای جنوبی است، که در سال ۲۰۰۱ تأسیس شد.